# Station Gdynia Pogórze
Station Gdynia Pogórze is een spoorwegstation in de Poolse plaats Gdynia.